# Westelijke grijze eekhoorn
De westelijke grijze eekhoorn (Sciurus griseus)  is een zoogdier uit de familie van de eekhoorns (Sciuridae). De wetenschappelijke naam van de soort werd voor het eerst geldig gepubliceerd door Ord in 1818.

## Voorkomen
De soort komt voor in Mexico en de Verenigde Staten.